# Viarigi
Viarigi, (Viarìa o Viarìs en piemontès) és un municipi situat al territori de la província d'Asti, a la regió del Piemont (Itàlia).
Limita amb els municipis d'Altavilla Monferrato, Felizzano, Montemagno, Quattordio i Refrancore.
Pertanyen al municipi les frazioni d'Accorneri Valle, Accorneri Collina, Bertoglia, San Carlo, Pergatti Valle, Pergatti Collina, Pelosi, Oggeri, Marchetti i Arrobio.

## Galeria fotogràfica

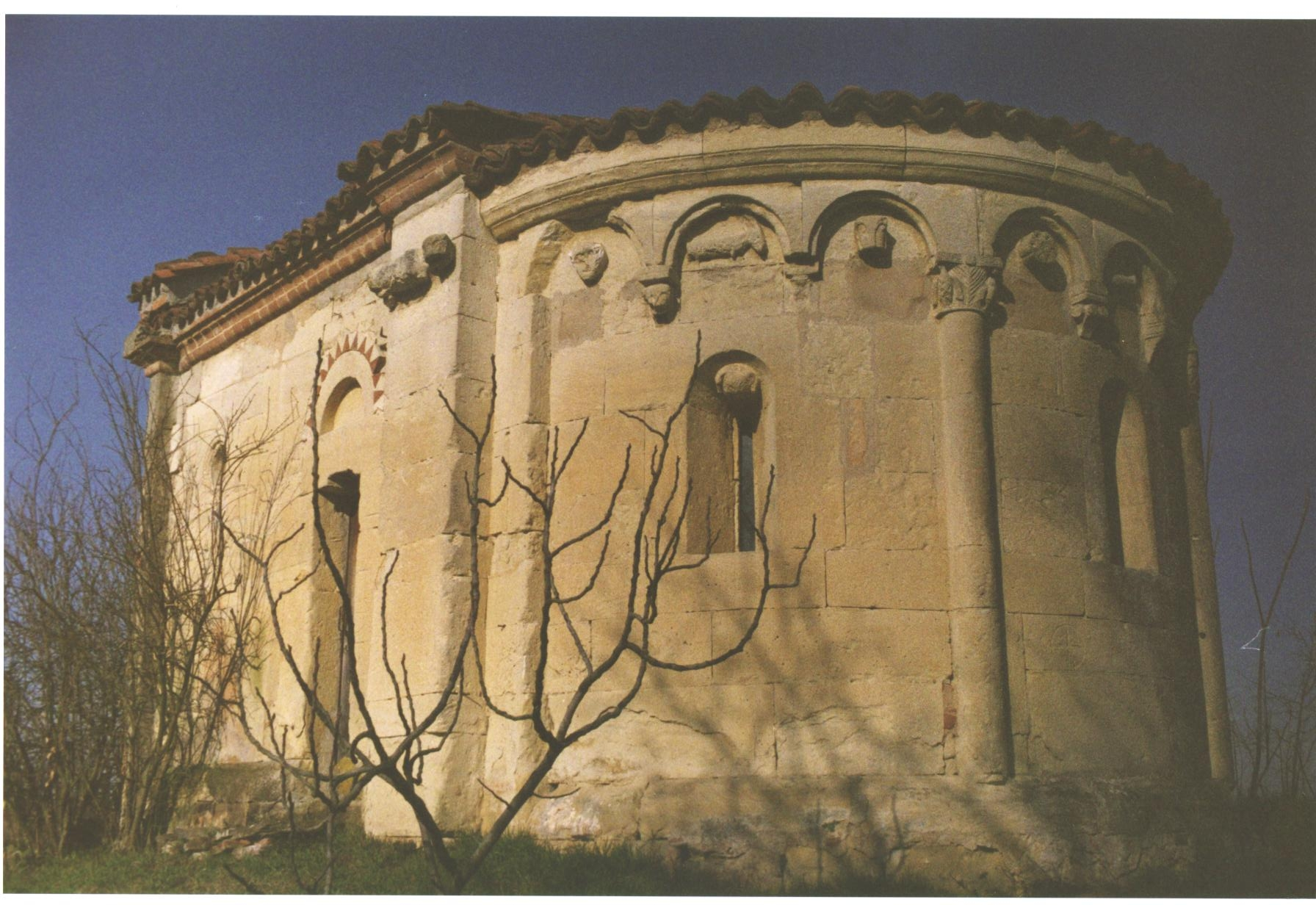
Església de Sant Marziano